# Henri Teitgen
Henri Teitgen, né le 8 mars 1882 à Nancy (Meurthe-et-Moselle) et mort le 21 octobre 1969 à Paris, est un avocat, résistant et homme politique français.

## Biographie
Originaire d'un milieu modeste (son père, Pierre, est cordonnier et sa mère, Marie Damblé, n'a pas de profession), Henri Teitgen put fréquenter l'école communale grâce à la loi du 28 mars 1882 qui rendait obligatoire l'enseignement primaire. Brillant élève, il obtint une bourse lui permettant de poursuivre des études secondaires jusqu'en mathématiques élémentaires. Son père étant malade, il change de voie et entre dans l'administration des Ponts-et-Chaussées en 1901. Il reprend ensuite des études de droit à Nancy jusqu'à l'obtention d'un doctorat.
Son engagement politique date des années de faculté : il adhère au mouvement Le Sillon fondé par Marc Sangnier et devient secrétaire du Sillon lorrain, ce qui amène le préfet de Meurthe-et-Moselle, Humbert, à écrire en 1903 au ministre de la Guerre pour que le jeune Henri Teitgen soit affecté pour son service militaire loin de Nancy. Ce sera Besançon.
En 1907, l'année de son mariage avec Marie-Madeleine Goux (1885-1977), il rejoint Rennes et Emmanuel Desgrées du Loû, rencontré au Sillon deux ans auparavant, afin d'assurer la rédaction en chef de l'Ouest-Éclair. Mobilisé durant la Grande Guerre, il reçoit la croix de guerre.
En 1920, il revient en Lorraine où il s'inscrit au barreau de Nancy dont il devient le bâtonnier. Il poursuit logiquement son militantisme politique en adhérant au parti démocrate populaire fondé en 1924 dont il devient un vice-président. En 1932 il se présente aux élections législatives à Langres puis à Nancy en 1936. Il est battu.
À la fin août 1940, il fonde avec François de Menthon et son fils Pierre-Henri le premier mouvement de résistance en zone libre, Liberté, qui plus tard fusionne avec Combat. Arrêté à Nancy le 12 novembre 1942, il est détenu à Compiègne jusqu'au 17 janvier 1944 puis déporté à Buchenwald jusqu'en 1945.
Après la guerre, il est membre du nouveau mouvement démocrate-chrétien, le Mouvement républicain populaire (MRP), dès sa fondation. Il échoue cependant à se faire élire aux élections municipales à Nancy en avril 1945. Son action dans la Résistance et sa déportation lui valent la croix de guerre 1939-1945, la médaille de la Résistance et une nomination comme délégué à l'Assemblée consultative provisoire de Paris en juin 1945.
Il est élu député de la Gironde en 1945 et devient aussitôt un des vice-présidents de l'Assemblée constituante. Il en est de même en juin 1946 à la seconde Assemblée constituante ; cette fois, il vote en faveur du second projet constitutionnel (devenu la Constitution du 27 octobre 1946). En dépit du recul du MRP, il est élu député à la nouvelle Assemblée le 10 novembre 1946 et en devient un des vice-présidents.
Après avoir participé au temps des assemblées constituantes à la commission de la Constitution, Henri Teitgen appartient durant la législature 1946-1951 à la commission des affaires étrangères et à celle de la marine marchande (1946 puis 1949-1950). Il est battu aux élections législatives du 17 juin 1951 et, après une candidature infructueuse dans le Doubs en 1956, il quitte la vie politique à soixante-quatorze ans.
Il meurt à Paris l'année du départ du général de Gaulle en 1969. Il est enterré au cimetière de Colombe-lès-Vesoul.

## Décorations
- Officier de la Légion d'honneur (décret du 2 septembre 1954) ; chevalier du 1er juillet 1946
- Croix de guerre 1914-1918
- Croix de guerre 1939-1945, palme de bronze
- Médaille de la Résistance française avec rosette (décret du 17 novembre 1945)[3]
- Croix du combattant
- Médaille de la déportation pour faits de Résistance